# Доріс Шредер-Кепф
Доріс Шредер-Кепф (нім. Doris Schröder-Köpf; нар. 5 серпня 1963, Нойбург-ан-дер-Донау, земля Баварія, Німеччина) — німецька журналістка та письменниця, четверта дружина федерального канцлера Німеччини Герхарда Шредера, у 1997—2018 роках.

## Життєпис
Доріс Кепф народилася 1963 року в сім'ї механіка та домогосподарки, у неї є брат. У 1982—1984 роках стажувалася в газеті «Аугсбургер Альгемайне» (Augsburger Allgemeine) і потім працювала там редактором . 1987 року перейшла на роботу до газети «Більд» і працювала парламентським кореспондентом у Бонні.
У 1990 році Доріс Кепф супроводжувала свого товариша, кореспондента ARD Свена Кунце до Нью-Йорку. 1991 року в Нью-Йорку в них народилася донька. Незабаром після цього Кунце залишив Кепф, і Доріс повернулася до Баварії. 1992 року вона перейшла на роботу до журналу «Фокус» у відділ внутрішньої політики. У 1997 році Доріс Кепф вийшла заміж за Герхарда Шредера, який обіймав на той час посаду прем'єр-міністра землі (держави) Нижня Саксонія .
Як перша леді Німеччини Доріс Шредер-Кепф надавала підтримку дитячим та молодіжним проєктам. У 2004 році подружжя Шредерів удочерило трирічну дівчинку Вікторію з Санкт-Петербурга, а в 2006 році вони усиновили хлопчика Грегора.
У березні 2015 року подружжя Шредерів розлучилося. Юридично розлучення було оформлено у квітні 2018 року. З 2016 по 2022 рік Доріс Кепф була у стосунках з міністром внутрішніх справ землі (держави) Нижня Саксонія Борисом Пісторіусом, який 19 січня 2023 року став новим міністром оборони Німеччини.

## Політична кар'єра
З січня 2011 року до квітня 2012 року Шредер-Кепф входила до складу наглядової ради концерну «Карштадт» . З 2013 року Доріс Шредер-Кепф є депутатом нижнесаксонського ландтагу. У квітні 2013 року Шредер-Кепф була обрана членом ландтагу Нижньої Саксонії від Соціал-демократичної партії Німеччини (СДПН), де вона працювала в Комітеті внутрішніх справ і спорту, а також у підкомітеті з питань ЗМІ. Крім того, Доріс була призначена державним уповноваженим з питань міграції та імміграції Нижньої Саксонії в уряді міністра-президента Стефана Вайля. На виборах до землі Нижня Саксонія 15 жовтня 2017 року вона мала більшу підтримку виборців, що допомогло перемогти кандидата від ХДС Дірка Тепфера безпосередньо в окрузі. На місцевих виборах 2022 року вона знову перемогла.